# La montagna Sainte-Victoire vista dalla cava di Bibemus
La montagna Sainte-Victoire vista dalla cava di Bibemus è un dipinto ad olio su tela (65 × 81 cm) realizzato nel 1898-1900 dal pittore Paul Cézanne.
Il dipinto ritrae il massiccio montuoso chiamato Montagna di Sainte Victoire e che si trova nel sud della Francia.
Per dipingere questa veduta e le numerose altre dedicate allo stesso tema, Cézanne lavorava in una cava abbandonata, ingombra di rocce accatastate e molto distante dal soggetto del quadro. Gli elementi della tela sono quattro: le rocce in primo piano, gli alberi, il cielo, la massa della montagna in lontananza. Tali elementi, separati fra loro nella realtà della scena, si fondono quasi nella rappresentazione, attraverso il gioco dei colori e la stesura delle pennellate regolari e geometriche. L'effetto complessivo di monumentalità e di ordine è molto lontano dalla leggerezza e dal movimento delle opere impressioniste. La linea dell'orizzonte, posta molto in alto, dà un effetto di ribaltamento della scena verso l'osservatore.